# Jacek Dubiel (szachista)
Jacek Dubiel (ur. 3 lutego 1976 w Tarnowskich Górach) – polski szachista, z zawodu informatyk, mistrz międzynarodowy od 2011 roku.

## Kariera szachowa
W 1992 r. zdobył w Białej Podlaskiej tytuł mistrza Polski juniorów do 16 lat oraz wystąpił na rozegranych w Duisburgu mistrzostwach świata juniorów w tej kategorii wiekowej, zajmując XVI miejsce. W 1994 r. zwyciężył w indywidualnych mistrzostwach Śląska oraz podzielił III m. (za Rolandem Schmaltzem i Ketino Kachiani-Gersinską, wspólnie z m.in. Jensem-Uwe Maiwaldem) w Altensteigu. W tym samym roku zdobył w Lubniewicach (w barwach klubu "Górnik" Zabrze) brązowy medal drużynowych mistrzostw Polski, podzielił również II m. (za Robertem Kuczyńskim, wspólnie z Włodzimierzem Schmidtem, a przed m.in. Ratmirem Chołmowem, Bartłomiejem Macieją i Tomaszem Markowskim) w kołowym turnieju w Legnicy (zdobywając pierwszą normę na tytuł mistrza międzynarodowego). W 1995 r. wypełnił w Katowicach (turniej Bingo Cup) drugą normę na tytuł mistrza międzynarodowego oraz zdobył w Nadolu brązowy medal drużynowych mistrzostw Polski juniorów (reprezentując "Górnik" Zabrze).
W latach 1996–2001 studiował na Politechnice Śląskiej w Gliwicach. W tym okresie zdobył m.in. trzy złote (dwa w 1997 oraz 2001), srebrny (1999) i brązowy (2001) medal Drużynowych Akademickich Mistrzostw Polski Szkół Wyższych lub Politechnik oraz zwyciężył w otwartym turnieju w Kowalewie Pomorskim (1997).
W 2001 r. zwyciężył w Bytomiu, a w 2003 r. – w Chorzowie. W 2002 r. zdobył uprawnienia instruktora szachowego. Startował w rozgrywkach drużynowych w Polsce oraz Niemczech. W 2006 r. zajął I m. w turnieju szachów błyskawicznych w Löberitz. W 2009 r. wygrał mistrzostwa Frankfurtu nad Menem w szachach klasycznych. W 2010 r. zdobył trzecią normę na tytuł mistrza międzynarodowego, podczas rozgrywek Oberligi Ost - B.  W 2018 r. zdobył mistrzostwo Frankfurtu nad Menem w szachach błyskawicznych oraz dwukrotnie (2018 i 2019) zwyciężył w turnieju szachachów klasycznych Eschborn-Open.
Najwyższy ranking w dotychczasowej karierze osiągnął 1 maja 2019 r., z wynikiem 2434 punktów zajmował wówczas 49. miejsce wśród polskich szachistów.
Obecnie gra w barwach niemieckiego SV Oberursel.

## Wykształcenie
Studia ukończył z tytułem magistra inżyniera informatyka. Jest certyfikowanym specjalistą zapór sieciowych Cisco (ang. Certified Firewall Specialist).